# Całkowite zaćmienie
Całkowite zaćmienie (ang. Total Eclipse) – biograficzny dramat obyczajowy w koprodukcji belgijsko-francusko-brytyjsko-włoskiej, w reżyserii Agnieszki Holland z 1995 r., którego scenariusz (autorstwa Christophera Hamptona) oparty został na biografii dwóch francuskich XIX-wiecznych poetów − Arthura Rimbauda (Leonardo DiCaprio) i Paula Verlaine’a (David Thewlis), oraz historii ich burzliwego romansu i skandalizującego związku.

## Fabuła
16-letni Arthur Rimbaud (Leonardo Di Caprio) wysyła kilka swoich wierszy uznanemu poecie Paulowi Verlaine'owi (David Thewlis). Verlaine jest pod wrażeniem wielkiego talentu Rimbauda. Wzajemna fascynacja narasta przeradzając się wkrótce w uczucie, zostają kochankami.

## Obsada
- Leonardo DiCaprio jako Arthur Rimbaud
- David Thewlis jako Paul Verlaine
- Romane Bohringer jako Mathilde Maute
- Dominique Blanc jako Isabelle Rimbaud
- Felicie Pasotti Cabarbaye jako młoda Isabelle Rimbaud
- Nita Klein jako matka Rimbauda
- James Thiérrée jako Frederic
- Emmanuelle Oppo jako Vitalie
- Denise Chalem jako pani Maute De Fleurville
- Andrzej Seweryn jako pan Maute De Fleurville
- Christopher Thompson jako Carjat
- Bruce Van Barthold jako Aicard
- Christopher Chaplin jako Charles Cros
- Christopher Hampton jako sędzia
- Mathias Jung jako Andre